# Посада-Новомистская
Посада-Новомистская (укр. Посада-Новоміська) — село в Добромильской городской общине Самборского района Львовской области Украины.
Население по переписи 2001 года составляло 602 человека. Занимает площадь 1,83 км². Почтовый индекс — 82022. Телефонный код — 3238.